# شهرستان کوهدشت
شهرستان کوهدشت از شهرستان‌های غرب ایران است که در استان لرستان قرار گرفته و مرکز آن شهر کوهدشت است، این منطقه آب و هوایی معتدل و کوهستانی دارد..
این شهرستان با جمعیت ۱۶۶٬۶۵۸ نفر، چهارمین شهرستان بزرگ استان لرستان پس از خرم‌آباد، بروجرد و دورود است.

## شهرها و بخش‌ها
- بخش مرکزی شهرستان کوهدشت
  - دهستان کوهدشت جنوبی
  - دهستان کوهدشت شمالی
  - دهستان گل‌گل
- شهر کوهدشت
- بخش درب گنبد
  - دهستان بلوران
  - دهستان درب گنبد
- شهر درب گنبد
- بخش طرهان
  - دهستان طرهان غربی
  - دهستان طرهان شرقی
- شهر گراب
- بخش کوهنانی
  - دهستان زیرتنگ
  - دهستان خسروآباد
  - دهستان کوهنانی
- شهر کونانی